# 都筑パーキングエリア
都筑パーキングエリア（つづきパーキングエリア）は、神奈川県横浜市港北区新吉田町の第三京浜道路にあるパーキングエリア。上り（東京方面）のみ設置されており都筑ICに併設されている。本PAを利用した後にICから一般道に出ることは可能だが、一般道から本PAに入ることはできない。

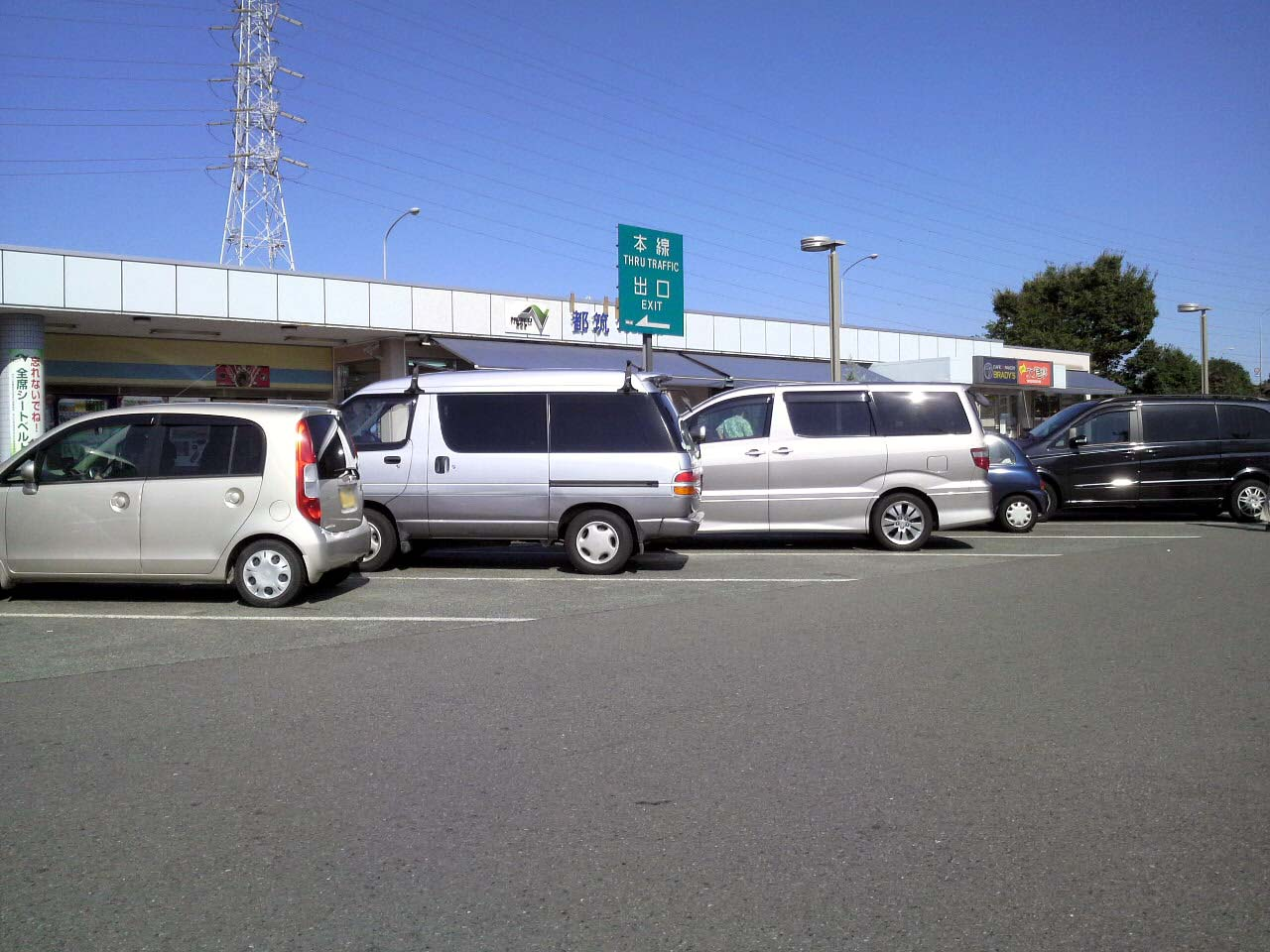
都筑パーキングエリア

## 道路
- E83 第三京浜道路（国道466号）

## 歴史
- 1995年4月10日 : 都筑ICとともに供用開始。

## 施設

### 上り線（東京方面）
- 駐車場
  - 大型 38台
  - 小型 167台（車椅子用駐車スペース有）
- トイレ
  - 男性 大14（和式2・洋式12）・小24
    - 子供用トイレ 大1（洋式1）
    - 男児用 小1

  - 女性 14（和式4・洋式10）
    - 子供用トイレ 大1（洋式1）
    - 同伴の男児用 小1

  - 車椅子用 1
- スナックコーナー（6:00〜22:00）
- スターバックスコーヒー（8:00〜21:00）
- ショッピングコーナー（6:00〜22:00）
- ハイウェイ情報ターミナル
- 自動販売機
- 給電スタンド（24時間）

## 隣
E83 第三京浜道路
(2) 京浜川崎IC - (3) 野川IC（事業中） - (4) 都筑IC/都筑PA(PAは上り線のみ) - (5) 港北IC/横浜港北JCT